# Deutsche Volleyball-Bundesliga (Frauen)
Die Volleyball-Bundesliga (VBL) ist die höchste Spielklasse im deutschen Volleyball der Frauen. In diesem Wettbewerb wird seit der Saison 1976/77 der Deutsche Meister ermittelt.

## Organisation
Die VBL ist die einzige professionelle Ligavereinigung in Deutschland, die gleichberechtigt alle Frauen- und Männerteams aus der 1. und 2. Bundesliga unter einem Dach vereint. Mit 87 Mannschaften ist sie die größte bundesweite Ligaorganisation und die einzige, in der sich Frauen und Männer auf Augenhöhe begegnen. In jeder Saison treten über 1.000 Spielerinnen und Spieler aus 40 Nationen in sieben Ligen an. 

### Geschäftsführung
Der Aufsichtsrat der VBL hatte 2021 zunächst mit Daniel Sattler, Julia Retzlaff und Gunter Hardt einen neuen, dreiköpfigen Vorstand des Vereins berufen. Sie standen als dreiköpfige Geschäftsführung an der Spitze der hundertprozentigen Tochtergesellschaft Volleyball Bundesliga GmbH. Kurz darauf verließ Gunter Hardt Vorstand und Geschäftsführung. Heute wird die VBL von Daniel Sattler und Julia Retzlaff geführt, wobei Sattler als Sprecher der Geschäftsführung agiert. Er ist ebenfalls Geschäftsführer der Volleyball IT GmbH.

### Aufsichtsrat
Zum Aufsichtsrat gehören Sigmar Müller, Martina Stoof, Jana Bernhard, Christopher Fetting, Erich Peterhoff, Heino Konjer, Diego Ronconi und Markus Dieckmann.

## Die Liga
Die 1. Bundesliga ist die höchste Spielklasse Deutschlands. Die 2. Bundesliga ist bei den Männern in eine Nord- und Südstaffel unterteilt. In der Volleyball-Bundesliga der Frauen wurde zur Saison 2023/24 zwischen der 1. Bundesliga und der bisherigen zweigleisigen 2. Bundesliga die eingleisige 2. Bundesliga Pro eingeführt. Ziel der Einführung ist es, Vereinen die Möglichkeit zu geben, sich in einem leistungsstärkeren Wettbewerbsumfeld zu professionalisieren. Auf diese Weise soll die Lücke zwischen 1. und 2. Bundesliga nachhaltig verringert werden, um den Übergang in die 1. Bundesliga zu vereinfachen.

### Aktueller Modus
Die Frauen-Bundesliga setzt sich in der Saison 2024/25 aus neun Mannschaften zusammen. Aufgrund der geringen Anzahl an Mannschaften gibt es keinen sportlichen Absteiger in die 2. Bundesliga Pro. Die Saison begann am 28. September 2024 mit einer Hauptrunde, in der alle teilnehmenden Mannschaften jeweils ein Hin- und Rückspiel bestreiten. Diese Phase endete am 18. Januar 2025. Aufgrund der geringen Staffelstärke folgt vom 25. Januar bis zum 15. März 2025 eine zusätzliche dritte Einfach-Hauptrunde. Anschließend werden in den Playoffs, die vom 22. März bis zum 30. April 2025 ausgetragen werden, die Deutschen Meister ermittelt. Die Playoffs starten mit dem Viertelfinale, welches genauso wie das Halbfinale im Best-of-Three-Modus gespielt wird. Das Finale wird im Best-of-Five-Modus ausgetragen.
Zur Saison 2025/26 steigt der Meister der 2. Bundesliga Frauen Pro in die 1. Bundesliga auf.

### Corona-Pandemie
Die Saison 2019/20 wurde am 12. März 2020 aufgrund der COVID-19-Pandemie vor dem letzten Spieltag der Hauptrunde abgebrochen. Ein Meistertitel wurde nicht vergeben, Regelabsteiger gab es ebenfalls nicht. Es war das erste Mal in der Geschichte der Volleyball-Bundesliga, dass eine Saison vorzeitig beendet wurde.

### Meisterstern

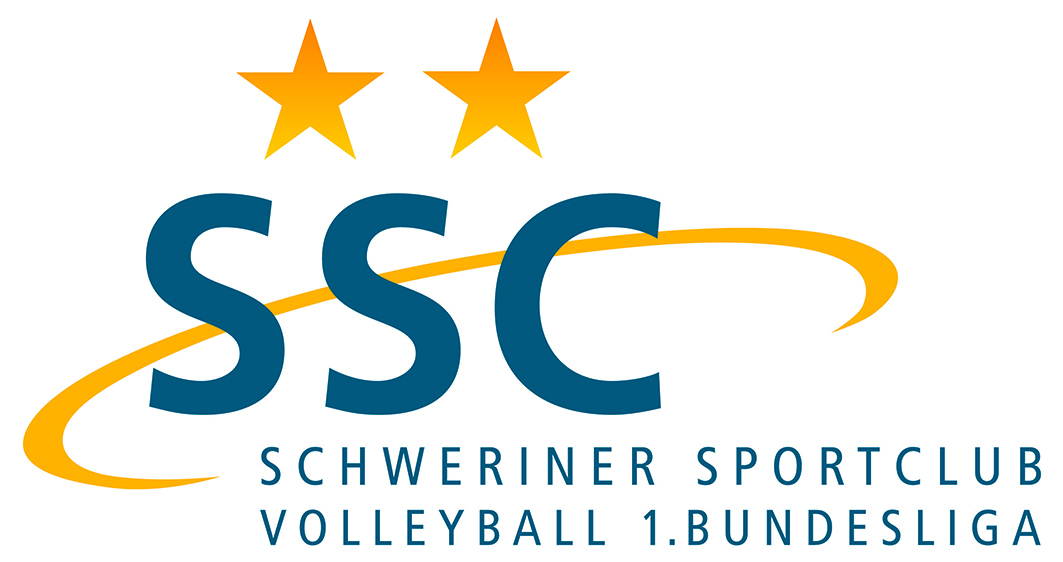
Logo des Schweriner SC mit zwei Meistersternen

Aus dem Fußball übernahm die Volleyball-Bundesliga die Tradition der Meistersterne und stellte dabei die Regel auf, dass ab drei Meistertiteln ein, ab 7 Meisterschaften zwei, ab 12 Meisterschaften drei und ab 20 Meisterschaften vier Meistersterne zum Logo hinzugefügt werden dürfen. Dabei zählen aber nur gesamtdeutsche, also ab der Saison 1991/92 errungene Meistertitel. Die folgenden Mannschaften dürfen und tragen mit Ausnahme des Dresdner SC die Meistersterne in den Logos:
| Verein                | Meisterschaften | Meistersterne |
| --------------------- | --------------- | ------------- |
| SSC Palmberg Schwerin | 13              | 3             |
| Dresdner SC           | 06              | 1             |
| USC Münster           | 05              | 1             |
| Allianz MTV Stuttgart | 04              | 1             |

## Medien
Seit der Saison 2013/14 gibt es wieder regelmäßige Live-Übertragungen der Spiele der Bundesliga im Internet. Dabei beteiligen sich die Vereine an den Produktionskosten. Während der Hauptrunde wird pro Woche ein Top-Spiel übertragen. In den Play-offs wird an jedem Spieltag eine Partie live gezeigt. Sport1 überträgt seit der Saison 2017/18 einige Spiele im frei empfangbaren Fernsehen. Zur Saison 2021/22 sicherte sich der Sender die Rechte an allen Spielen der Bundesliga. Dabei werden mindestens 33 Spiele im frei empfangbaren Fernsehen übertragen. Die restlichen Spiele wurden kostenpflichtig auf der Multisportplattform Sport1 Extra gezeigt. Für die Spielzeiten 2023/24 bis 2025/26 sicherte sich Dyn eine co-exklusive Sublizenz, wodurch die Bundesliga-Spiele der Frauen auch auf diesem Sender zu sehen sind.
Nach der Saison 2023/24 gab Sport1 die erworbenen Pay-Rechte, welche neben der ersten Liga auch die zweiten Ligen und den DVV-Pokal umfasste, zurück. Diese Rechte wurden in der Folge von Dyn bis zur Saison 2027/28 erworben. Die Free-TV-Rechte an der Bundesliga und dem DVV-Pokal hält weiterhin Sport1 und darf bis zur Saison 2025/26 mindestens 30 Partien pro Saison ausstrahlen.

## Zuschauer
Gemessen an den Zuschauerzahlen bei Heimspielen nimmt die Volleyball-Bundesliga unter den Mannschaftssportarten in Deutschland eine Sonderstellung ein. In keiner anderen Sportart ist die Frauenliga stärker als die Männerliga. Die Frauen erreichen von allen Profiligen in Deutschland den höchsten Zuschauerschnitt, noch vor den Frauen im Fußball, Handball oder Basketball.
Mit 6.145 Zuschauern wurde am 1. November 2022 beim VBL-Supercup in der ausverkauften Stuttgarter Porsche-Arena ein neuer Zuschauerrekord aufgestellt. Allianz MTV Stuttgart hatte die Veranstaltung organisiert und duellierte sich mit dem Zweitplatzierten SC Potsdam. Den bis dahin bestehenden Zuschauerrekord in der Volleyball-Bundesliga der Frauen stellte am 30. April 2016 das Play-off-Spiel zwischen Allianz MTV Stuttgart gegen den Dresdner SC auf; in der Stuttgarter Porsche-Arena verfolgten 5.392 Zuschauer die Partie, die Allianz MTV Stuttgart mit 3:2 für sich entschied. Auf Platz drei der Rekordliste der Zuschauer folgt das Finalspiel des CJD Feuerbach gegen Bayern Lohhof im Sindelfinger Glaspalast im Jahr 1987 mit 5.000 Zuschauern. Im Jahr 2005 spielte USC Münster gegen die Roten Raben Vilsbiburg vor einer Zuschaueranzahl von 4.500.
In der Saison 2022/23 besuchten insgesamt rund 150.000 Zuschauer die Spiele der Frauen-Bundesliga, etwa gleich viele wie bei den Spielen der Männer. Der klare Zuschauer-Primus war dabei der Dresdner SC. In der heimischen Margon Arena konnte der Verein in seinen zwölf Heimspielen durchschnittlich mehr als 2.700 Zuschauer begrüßen.